# The Early Recordings
The early recordings är ett samlingsalbum av det svenska progrockbandet A.C.T. Det innehåller bandets första demo som tidigare bara getts ut på kassettband 1996. Det innehåller även två låtar som spelats in under bandets deltagande i musiktävlingen Musik Direkt på Kajplats 305 i Malmö 1995.
- Bolag - AAUK
- År - 2002
- Releasedatum -
- Antal cd - 1

## Låtlista
1. Happy Days
2. Recall
3. Abandoned World
4. His Voice
5. The Chase
6. Dreamkeeping King (Live)
7. Warsong (Live)